# Calcio Catania 1975-1976
Questa pagina raccoglie le informazioni riguardanti il Calcio Catania nelle competizioni ufficiali della stagione 1975-1976.

## Stagione
Nella stagione 1975-1976 si ritorna a disputare il campionato cadetto con una città ancora ebbra di gioia per la promozione ottenuta, si riparte con Egizio Rubino in panchina, Valeriano Prestanti ritorna alla Fiorentina, arrivano la mezz'ala Damiano Morra e l'interno Franco Panizza. si inizia bene la Coppa Italia con tre buoni risultati, si blocca il Cagliari di Gigi Riva, si batte il Novara e si pareggia a Verona, prima di subire un pesante (1-4) col Torino di Gigi Radice. In campionato si è sempre nelle zone medio basse della classifica, il 14 marzo dopo la sconfitta di Bergamo arriva l'esonero di Egizio Rubino, vittima sacrificale delle pressioni della piazza etnea. Al suo posto Guido Mazzetti che traghetterà il Catania nel porto di una tranquilla salvezza con 35 punti. È il sipario di una stagione segnata dalla disillusione, non quella che i tifosi si sarebbero aspettati dopo la vittoria di Torre del Greco, ed il ritorno in Serie B. Discreta la difesa con 30 goal subiti ma solo 27 le reti segnate in campionato su 38 partite, il miglior realizzatore Claudio Ciceri con 11 centri.

## Rosa
| N. |                   | Ruolo | Calciatore        |
| -- | ----------------- | ----- | ----------------- |
|    | Italia (bandiera) | D     | Guido Battilani   |
|    | Italia (bandiera) | D     | Roberto Benincasa |
|    | Italia (bandiera) | C     | Guido Biondi      |
|    | Italia (bandiera) | C     | Antonino Cantone  |
|    | Italia (bandiera) | D     | Antonio Ceccarini |
|    | Italia (bandiera) | D     | Luigi Chiavaro    |
|    | Italia (bandiera) | A     | Francesco Colombo |
|    | Italia (bandiera) | A     | Claudio Ciceri    |
|    | Italia (bandiera) | C     | Piero Fraccapani  |
|    | Italia (bandiera) | D     | Domenico Labrocca |

| N. |                   | Ruolo | Calciatore          |
| -- | ----------------- | ----- | ------------------- |
|    | Italia (bandiera) | C     | Adelchi Malaman     |
|    | Italia (bandiera) | C     | Damiano Morra       |
|    | Italia (bandiera) | P     | Luigi Muraro        |
|    | Italia (bandiera) | C     | Franco Panizza      |
|    | Italia (bandiera) | D     | Vinicio Pasin       |
|    | Italia (bandiera) | P     | Zelico Petrovic     |
|    | Italia (bandiera) | C     | Corrado Poletto     |
|    | Italia (bandiera) | D     | Giovanni Simonini   |
|    | Italia (bandiera) | A     | Giampietro Spagnolo |
|    | Italia (bandiera) | A     | Domenico Ventura    |

## Risultati

### Serie B

#### Girone di andata
| Catania 28 settembre 1975 1ª giornata | Catania       | 0 – 0 | Varese | Stadio Cibali\| Arbitro: \| Lops (Torino) \| |
| Arbitro:                              | Lops (Torino) |       |        |                                              |

| Arbitro: | Gialluisi (Barletta) |

|          |           |  |
| Nemo 20’ | Marcatori |  |

| Catania 12 ottobre 1975 3ª giornata | Catania            | 0 – 0 | Brindisi | Stadio Cibali\| Arbitro: \| Lanzetti (Viterbo) \| |
| Arbitro:                            | Lanzetti (Viterbo) |       |          |                                                   |

| Foggia 19 ottobre 1975 4ª giornata | Foggia           | 0 – 0 | Catania | Stadio Pino Zaccheria\| Arbitro: \| Lenardon (Siena) \| |
| Arbitro:                           | Lenardon (Siena) |       |         |                                                         |

| Arbitro: | Pieri (Genova) |

|              |           |  |
| Simonini 76’ | Marcatori |  |

| Arbitro: | Lapi (Firenze) |

|                |           |  |
| Bellinazzi 35’ | Marcatori |  |

| Arbitro: | Ciulli (Roma) |

|                                |           |           |
| Spagnolo 34’ (rig.) Ciceri 43’ | Marcatori | 69’ Rizzo |

| Arbitro: | Mattei (Macerata) |

|             |           |  |
| Fiaschi 77’ | Marcatori |  |

| Arbitro: | Tonolini (Milano) |

|                 |           |  |
| Ciceri 31’, 68’ | Marcatori |  |

| Arbitro: | Sancini (Bologna) |

|                      |           |  |
| Romanzini 63’ (rig.) | Marcatori |  |

| Arbitro: | Gialluisi (Barletta) |

|  |           |                          |
|  | Marcatori | 60’ Crispino 87’ Bagnato |

| Arbitro: | Longhi (Roma) |

|            |           |               |
| Biondi 57’ | Marcatori | 30’ Magherini |

| Arbitro: | Frasso (Capua) |

|             |           |            |
| Casarsa 37’ | Marcatori | 32’ Ciceri |

| Arbitro: | Andreoli (Padova) |

|            |           |                  |
| Ciceri 84’ | Marcatori | 72’, 85’ Manfrin |

| Arbitro: | Esposito (Torre Annunziata) |

|                     |           |              |
| Albanese 21’ (rig.) | Marcatori | 90’ Spagnolo |

| Arbitro: | Schena (Foggia) |

|            |           |            |
| Ciceri 45’ | Marcatori | 88’ Gambin |

| Arbitro: | Lanzafame (Taranto) |

|                           |           |                       |
| Ferrara 40’ Altobelli 75’ | Marcatori | 57’ (rig.) 81’ Ciceri |

| Arbitro: | Terpin (Trieste) |

|             |           |  |
| Malaman 50’ | Marcatori |  |

| Arbitro: | Lattanzi (Roma) |

|              |           |             |
| Santucci 48’ | Marcatori | 60’ Poletto |

#### Girone di ritorno
| Arbitro: | Benedetti (Roma) |

|             |           |  |
| Ramella 63’ | Marcatori |  |

| Catania 22 febbraio 1976 21ª giornata | Catania             | 0 – 0 | Catanzaro | Stadio Cibali\| Arbitro: \| Vannucchi (Bologna) \| |
| Arbitro:                              | Vannucchi (Bologna) |       |           |                                                    |

| Brindisi 29 febbraio 1976 22ª giornata | Brindisi         | 0 – 0 | Catania | Stadio Comunale\| Arbitro: \| Lenardon (Siena) \| |
| Arbitro:                               | Lenardon (Siena) |       |         |                                                   |

| Catania 7 marzo 1976 23ª giornata | Catania          | 0 – 0 | Foggia | Stadio Cibali\| Arbitro: \| Ciacci (Firenze) \| |
| Arbitro:                          | Ciacci (Firenze) |       |        |                                                 |

| Arbitro: | Levrero (Genova) |

|           |           |  |
| Marmo 51’ | Marcatori |  |

| Arbitro: | Colasanti (Roma) |

|                                        |           |                |
| Morra 53’ Ciceri 62’ Spagnolo 76’, 85’ | Marcatori | 82’ Bellinazzi |

| Arbitro: | Lops (Torino) |

|             |           |             |
| Arcoleo 75’ | Marcatori | 2’ Spagnolo |

| Arbitro: | Barbaresco (Cormons) |

|  |           |                     |
|  | Marcatori | 6’ (aut.) Battilani |

| Arbitro: | Migliore (Salerno) |

|                                  |           |  |
| Ceccarini 4’ (aut.) Chimenti 75’ | Marcatori |  |

| Arbitro: | Frasso (Capua) |

|                 |           |  |
| Spagnolo 47 pt’ | Marcatori |  |

| Arbitro: | Lops (Torino) |

|  |           |            |
|  | Marcatori | 66’ Ciceri |

| Arbitro: | Ciulli (Roma) |

|           |           |             |
| Piras 55’ | Marcatori | 30’ Malaman |

| catania 9 maggio 1976 32ª giornata | Catania         | 0 – 0 | Lanerossi Vicenza | Stadio Cibali\| Arbitro: \| Lattanzi (Roma) \| |
| Arbitro:                           | Lattanzi (Roma) |       |                   |                                                |

| Arbitro: | Tonalini (Pisa) |

|                  |           |  |
| Pezzato 25’, 65’ | Marcatori |  |

| Arbitro: | Pieri (Genova) |

|                    |           |                 |
| Malaman 62’ Ciceri | Marcatori | 31’ Passalacqua |

| Arbitro: | Ciacci (Firenze) |

|  |           |            |
|  | Marcatori | 60’ Biondi |

| Catania 6 giugno 1976 36ª giornata | Catania         | 0 – 0 | Brescia | Stadio Cibali\| Arbitro: \| Serafino (Roma) \| |
| Arbitro:                           | Serafino (Roma) |       |         |                                                |

| Arbitro: | Panzino (Catanzaro) |

|                       |           |             |
| Onofri 43’ Gritti 74’ | Marcatori | 90’ Panizza |

| Arbitro: | Reggiani (Bologna) |

|            |           |               |
| Biondi 42’ | Marcatori | 56’ Prunecchi |

### Coppa Italia
| Cagliari 27 agosto 1975 1ª giornata | Cagliari                    | 0 – 0 | Catania | Stadio Sant'Elia\| Arbitro: \| Esposito (Torre Annunziata) \| |
| Arbitro:                            | Esposito (Torre Annunziata) |       |         |                                                               |

| Arbitro: | Foschi (Forlì) |

|                   |           |  |
| Ciceri 90’ (rig.) | Marcatori |  |

| Verona 7 settembre 1975 3ª giornata | Verona             | 0 – 0 | Catania | Stadio Marcantonio Bentegodi\| Arbitro: \| Lanzetti (Viterbo) \| |
| Arbitro:                            | Lanzetti (Viterbo) |       |         |                                                                  |

| 14 settembre 1975 4ª giornata |  | – Turno di riposo CATANIA |  |  |

| Arbitro: | Casarin (Milano) |

|            |           |                                             |
| Ciceri 18’ | Marcatori | 52’ Mozzini 58’ Pecci 62’ Pulici 90’ Santin |

## Statistiche

### Statistiche di squadra
| Competizione | Punti | In casa | In casa | In casa | In casa | In casa | In casa | In trasferta | In trasferta | In trasferta | In trasferta | In trasferta | In trasferta | Totale | Totale | Totale | Totale | Totale | Totale | DR |
| Competizione | Punti | G       | V       | N       | P       | Gf      | Gs      | G            | V            | N            | P            | Gf           | Gs           | G      | V      | N      | P      | Gf     | Gs     | DR |
| ------------ | ----- | ------- | ------- | ------- | ------- | ------- | ------- | ------------ | ------------ | ------------ | ------------ | ------------ | ------------ | ------ | ------ | ------ | ------ | ------ | ------ | -- |
| Serie B      | 35    | 19      | 7       | 9       | 3       | 17      | 11      | 19           | 2            | 8            | 9            | 10           | 19           | 38     | 9      | 17     | 12     | 27     | 30     | -3 |
| Coppa Italia | 4     | 2       | 1       | 0       | 1       | 2       | 4       | 2            | 0            | 2            | 0            | 0            | 0            | 4      | 1      | 2      | 1      | 2      | 4      | -2 |
| Totale       |       | 21      | 8       | 9       | 4       | 19      | 15      | 21           | 2            | 10           | 9            | 10           | 19           | 42     | 10     | 19     | 13     | 29     | 34     | -5 |

### Statistiche dei giocatori
| Giocatore     | Serie B  | Serie B | Serie B     | Serie B    | Coppa Italia | Coppa Italia | Coppa Italia | Coppa Italia | Totale   | Totale | Totale      | Totale     |
| Giocatore     | Presenze | Reti    | Ammonizioni | Espulsioni | Presenze     | Reti         | Ammonizioni  | Espulsioni   | Presenze | Reti   | Ammonizioni | Espulsioni |
| ------------- | -------- | ------- | ----------- | ---------- | ------------ | ------------ | ------------ | ------------ | -------- | ------ | ----------- | ---------- |
| G. Battilani  | 26       | 0       | ?           | ?          | ?            | ?            | ?            | ?            | 26+      | 0+     | ?           | ?          |
| R. Benincasa  | 23       | 0       | ?           | ?          | ?            | ?            | ?            | ?            | 23+      | 0+     | ?           | ?          |
| G. Biondi     | 26       | 3       | ?           | ?          | ?            | ?            | ?            | ?            | 26+      | 3+     | ?           | ?          |
| A. Cantone    | 8        | 0       | ?           | ?          | ?            | ?            | ?            | ?            | 8+       | 0+     | ?           | ?          |
| A. Ceccarini  | 20       | 0       | ?           | ?          | ?            | ?            | ?            | ?            | 20+      | 0+     | ?           | ?          |
| L. Chiavaro   | 4        | 0       | ?           | ?          | ?            | ?            | ?            | ?            | 4+       | 0+     | ?           | ?          |
| F. Colombo    | 9        | 0       | ?           | ?          | ?            | ?            | ?            | ?            | 9+       | 0+     | ?           | ?          |
| C. Ciceri     | 37       | 11      | ?           | ?          | ?            | ?            | ?            | ?            | 37+      | 11+    | ?           | ?          |
| P. Fraccapani | 19       | 0       | ?           | ?          | ?            | ?            | ?            | ?            | 19+      | 0+     | ?           | ?          |
| D. Labrocca   | 36       | 0       | ?           | ?          | ?            | ?            | ?            | ?            | 36+      | 0+     | ?           | ?          |
| A. Malaman    | 33       | 3       | ?           | ?          | ?            | ?            | ?            | ?            | 33+      | 3+     | ?           | ?          |
| D. Morra      | 21       | 1       | ?           | ?          | ?            | ?            | ?            | ?            | 21+      | 1+     | ?           | ?          |
| L. Muraro     | 1        | 0       | ?           | ?          | ?            | ?            | ?            | ?            | 1+       | 0+     | ?           | ?          |
| F. Panizza    | 32       | 1       | ?           | ?          | ?            | ?            | ?            | ?            | 32+      | 1+     | ?           | ?          |
| V. Pasin      | 13       | 0       | ?           | ?          | ?            | ?            | ?            | ?            | 13+      | 0+     | ?           | ?          |
| Z. Petrovic   | 37       | -30     | ?           | ?          | ?            | ?            | ?            | ?            | 37+      | -30+   | ?           | ?          |
| C. Poletto    | 35       | 1       | ?           | ?          | ?            | ?            | ?            | ?            | 35+      | 1+     | ?           | ?          |
| G. Simonini   | 23       | 1       | ?           | ?          | ?            | ?            | ?            | ?            | 23+      | 1+     | ?           | ?          |
| G. Spagnolo   | 32       | 6       | ?           | ?          | ?            | ?            | ?            | ?            | 32+      | 6+     | ?           | ?          |
| D. Ventura    | 6        | 0       | ?           | ?          | ?            | ?            | ?            | ?            | 6+       | 0+     | ?           | ?          |